# 上游水库 (依安)
上游水库是中国黑龙江省齐齐哈尔市依安县境内的一座水库，位于大西河上，建于1968年。水库正常库容为1500万立方米，集雨面积为416平方千米，海拔为214米。